# RandstadRail 4
Lijn 4 van RandstadRail is een lightrailverbinding in de regio Haaglanden, in de Nederlandse provincie Zuid-Holland. De lijn wordt gereden door HTM. 
Van 2008 t/m 2011 werd een gedeelte van het traject ook bereden met het lijnnummer 4K (Zoetermeer Javalaan – Den Haag Monstersestraat).

## Route en dienstregeling
De lijn verbindt Den Haag-Zuidwest (De Uithof) via de Meppelweg, langs Leyenburg, via de Escamplaan, de Apeldoornselaan, de Loosduinseweg, langs HMC Westeinde, Brouwersgracht, door de tramtunnel, via station Centraal, het Beatrixkwartier, station Laan van Nieuw Oost Indië, door Voorburg, Leidschendam en Leidschenveen en Zoetermeer met station Lansingerland-Zoetermeer.
Tramlijn 4 rijdt op werkdagen en op zaterdag overdag iedere 10 minuten. Op de werkdagen rijdt tramlijn 34 als extra en ter ondersteuning op het traject tussen HMC Westeinde en Lansingerland-Zoetermeer van tramlijn 4. 's Avonds, zaterdagochtend en zondag rijdt tramlijn 4 met een lagere frequentie van iedere 15 minuten.

## Geschiedenis

### 2006-heden
- 29 oktober 2006: RandstadRail 4 werd ingesteld op het traject Monstersestraat – Oosterheem. Het traject Den Haag Centraal Station – Zoetermeer Seghwaert werd overgenomen van de voormalige NS-spoorlijn Zoetermeer Stadslijn, die op 3 juni 2006 was opgeheven.
- 29 november 2006: De exploitatie van RandstadRail 4 werd vanwege een ontsporing stilgelegd door de Inspectie Verkeer en Waterstaat.
- 16 mei 2007: De exploitatie van RandstadRail 4 werd hervat op het traject De Uithof - Centraal Station. Het gedeelte De Uithof - Leyenburg werd overgenomen van de Haagse tramlijn 6, die op dezelfde dag werd voortgezet met een ingekort traject.
- 8 oktober 2007: RandstadRail 4 bereed het gehele traject De Uithof - Zoetermeer Javalaan.
- 20 oktober 2008: Een ondersteunende spitslijn 4K werd ingesteld op het traject Den Haag Monstersestraat - Zoetermeer Javalaan. Op het traject Den Haag HMC Westeinde - Zoetermeer Centrum-West werd in combinatie met RandstadRail 3 in de spits gereden met een frequentie van één tram per twee en een halve minuut.
- 13 december 2009: Na diverse ontsporingen wordt bij De Uithof niet langer gekeerd via de kruiswissels: RandstadRail 4 maakt sindsdien in plaats daarvan gebruik van de keerlus even verderop, die vóór 2007 ook door lijn 6 is gebruikt.
- 22 augustus 2011: RandstadRail 4K reed af en toe met gekoppelde wagens en reed met een andere frequentie. RandstadRail 4K reed van maandag t/m vrijdag in de spits elke 10 minuten. RandstadRail 4 reed tijdens/buiten de spits om de 10 minuten. 's Avonds en in het weekend reed RandstadRail 4 om de 15 minuten.
- 12 december 2011: De korttrajectdiensten reden weer zonder de letter K. Er reden veel trams met 3 verschillende eindbestemmingen. Tijdens de spits reden er meer gekoppelde voertuigen op het verkorte gedeelte.
- 9 januari 2012: Van zondag t/m vrijdag na 22.15 uur reed RandstadRail 4 in twee delen. Het eerste stuk De Uithof - Brouwersgracht en het tweede stuk Laan van NOI - Zoetermeer Javalaan. Tussen Brouwersgracht en Laan van NOI reed pendelbus 73. Dit in verband met werkzaamheden op het Centraal Station.
- 6 januari 2013: RandstadRail 4 reed in de avond na 22.15 uur weer zijn normale route. De werkzaamheden aan het dak op het Centraal Station waren afgerond.
- 19 mei 2019: Lijn 4 werd verlengd vanaf Zoetermeer Javalaan naar het station Lansingerland-Zoetermeer, een treinstation op de kruising met de spoorlijn Den Haag Centraal - Gouda op de grens van Bleiswijk en Zoetermeer. De Qliner (snelbus) stopt hier ook en er zijn 700 gratis P+R-plekken. De verlenging is op 18 mei 2019 officieel geopend.[1] Halverwege is er een halte bij het Van Tuyllpark waarmee de sport- en vrijetijdscomplexen in en rond het Kwadrant en het bedrijventerrein Prisma beter zijn ontsloten.[2]
- 23 juli 2020: Er werd een lijn 34 ingesteld om in lijn 3 en 4 gedeeltelijk te versterken. Na een onderbreking tussen oktober 2020 en januari 2021 ging lijn 34 weer rijden.
- 17 juli 2021: Wegens werkzaamheden bij het Centraal Station (Hoog) en bij de tramtunnel Grote Marktstraat werd lijn 4 tot 15 augustus 2021 in 2 delen gesplist. Lijn 4A reed van Den Haag De Uithof naar Den Haag Centraal (Rijnstraat) v.v., waarbij er vanaf de Brouwersgracht een lus door het Centrum werd gereden. Lijn 4A werd gereden met andere trams dan normaal, namelijk de Avenio. Lijn 4B reed van Station Den Haag Laan van NOI (Hoog) naar Lansingerland-Zoetermeer v.v. In deze periode reed lijn 34 niet.
- 4 oktober 2021: Wegens spoorvernieuwing op de Escamplaan reed lijn 4 tot 25 oktober 2021 een omleiding. Vanaf de Monstersestraat werd er gereden naar het tijdelijke eindpunt Den Haag Kraayenstein van lijn 2. Buslijn 64 nam het vervallen traject over, op halte Thorbeckelaan was er een overstap van lijn 4 en buslijn 64.
- 8 juli 2023: Wegens werkzaamheden op de Lijnbaan reed lijn 4 tot 4 augustus 2023 een omleiding in beide richtingen tussen halten De la Reyweg en Centraal Station. Lijn 4 reed niet door de tramtunnel. Na Centraal Station ging het over normaliter nooit bereden sporen naar de Kalvermarkt, en vervolgens via Spui, Station HS en lijn 11 naar de Loosduinseweg. Op Centraal Station waren alleen de middensporen in gebruik.

## Traject

### Achtergrond
Het traject van RandstadRail 4 is een combinatie van twee voormalige lijnen. Het lijngedeelte De Uithof - Leyenburg is overgenomen van de Haagse tramlijn 6 die ingekort is na ingebruikname van RandstadRail 4. Het lijngedeelte Centraal Station - station Seghwaert is overgenomen van de Zoetermeer Stadslijn, een voormalige NS-spoorlijn die is opgeheven op 3 juni 2006. De lijn van RandstadRail wordt geëxploiteerd door de Haagse vervoersmaatschappij HTM.
Gezien het feit dat er tussen Den Haag Centraal en Zoetermeer, en in Zoetermeer, alleen ongelijkvloerse kruisingen zijn, kan de lijn hier gezien worden als metrolijn. In Den Haag is er na verlaten van de tramtunnel aan de zuidelijke kant sprake van een "gewone" tramlijn en geen sneltramlijn. De voertuigen kunnen maximaal 80 km/uur rijden; op het tramnetwerk van Den Haag is de snelheid maximaal 50 km/uur.
De drie lijnen van RandstadRail delen op diverse plaatsen hun traject. Het lijngedeelte HMC Westeinde - Seghwaert wordt zowel door RandstadRail 3 als door RandstadRail 4 bereden. Het lijngedeelte Laan van Nieuw Oost Indië - Leidschenveen wordt tevens gedeeld met RandstadRail metrolijn E.
Op het Haagse stadstraject worden twee stukken van de tramlijn gedeeld met Haagse tramlijnen.

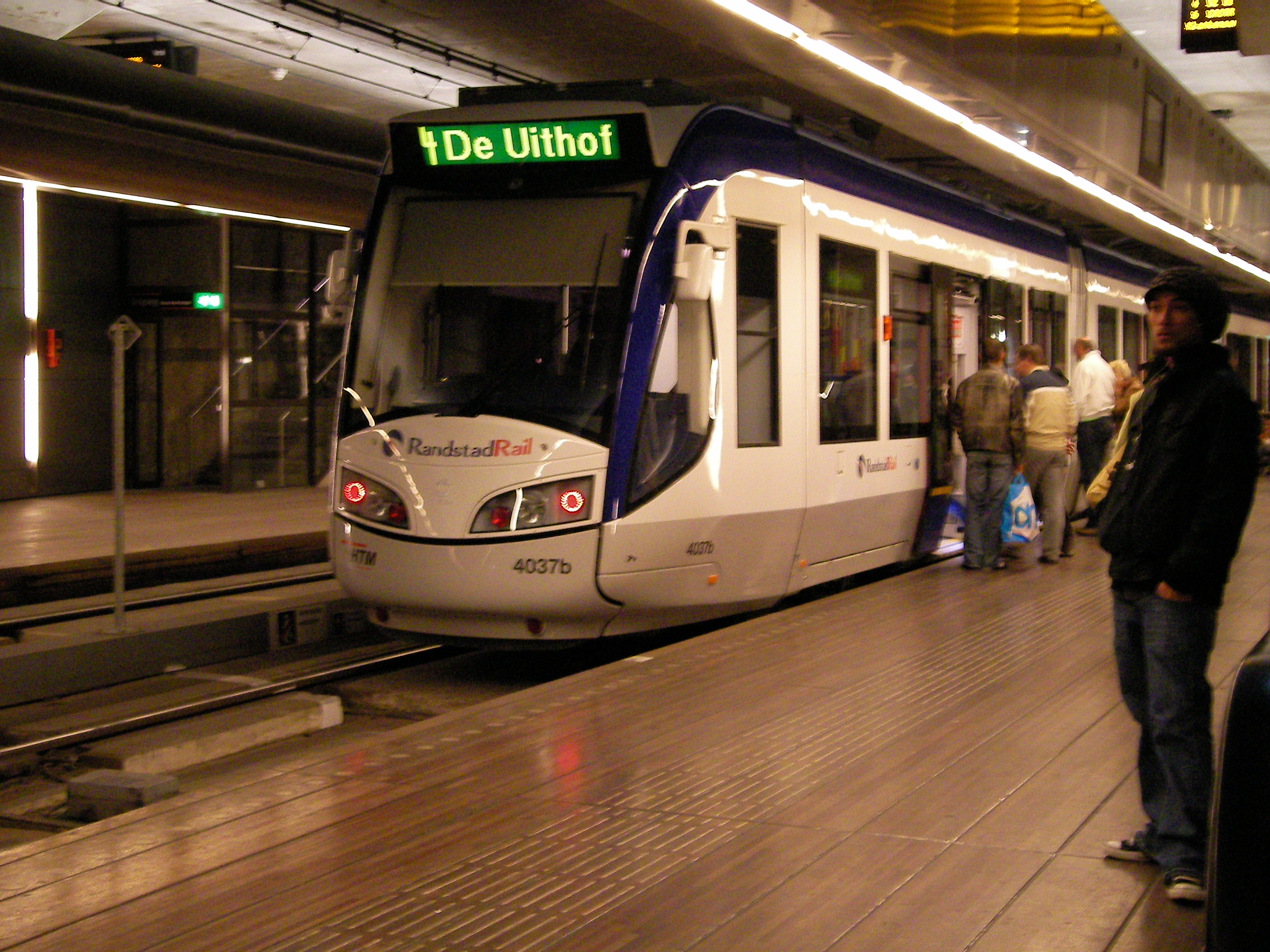
RandstadRail 4 in de Haagse tramtunnel.
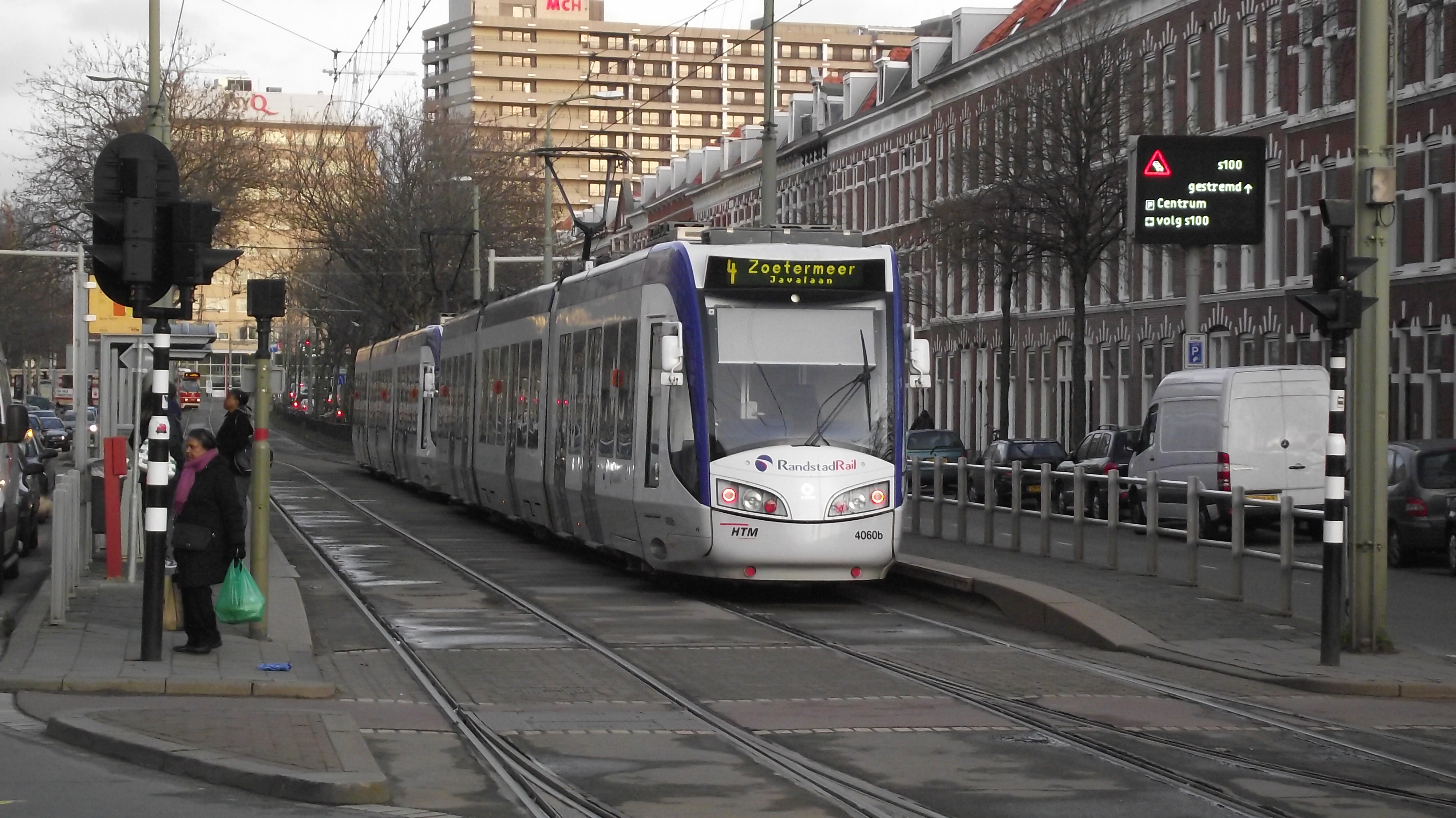
Gekoppelde trams bij de Monstersestraat halte.

### Infrastructuur
Om de nieuwe verbinding mogelijk te maken is de al bestaande infrastructuur aangepast en uitgebreid:
- In Zoetermeer is aan de voormalige stadslijn nabij halte Seghwaert een nieuwe tak toegevoegd, de Oosterheemtak. Deze verhoogde lijn is gebouwd in de Vinex-locatie Oosterheem. Er zijn in eerste instantie drie nieuwe haltes toegevoegd: Willem Dreeslaan, Oosterheem en Javalaan; in 2019 aangevuld met de volgende haltes: Van Tuyllpark en station Lansingerland-Zoetermeer.
- Het meest westelijke station binnen Zoetermeer, station Voorweg, waar de stadslijn zichzelf kruist, is verbouwd tot een kruisingsstation. Langs de onderste sporen (Voorweg Laag) bevonden zich al perrons; op het bovenste niveau (Voorweg Hoog) zijn bij de verbouwing ook perrons gerealiseerd. Hier was in de oude situatie geen station (hoewel daar in het verleden wel plannen voor zijn geweest). De beide niveaus zijn met trappen en liften met elkaar verbonden. Station Voorweg heeft daardoor een overstapfunctie gekregen.
- De Haagse Vinex-wijk Leidschenveen en het nabijgelegen bedrijventerrein Forepark hebben beide een eigen station gekregen. Het station Leidschenveen ligt vlak bij de splitsing van de RandstadRail-lijnen naar Zoetermeer en naar Rotterdam. Voordat de ZoRo-busverbinding werd gerealiseerd, was dit station een belangrijk overstappunt voor de verbinding tussen Zoetermeer en Rotterdam.
- Tussen het Haagse station Laan van NOI en het bestaande premetro-viaduct bij station Den Haag Centraal is een nieuw viaduct gebouwd waarin ook de nieuwe halte Beatrixkwartier is opgenomen (de zogenaamde 'Netkous'). De lijnen van RandstadRail vanuit Zoetermeer kruisen vervolgens het Centraal Station bovenlangs en rijden door de tramtunnel naar het zuidwesten van de stad.
- In de Apeldoornselaan zijn nieuwe sporen aangelegd. Hierdoor was het mogelijk het traject van RandstadRail 4 over de Loosduinsekade te laten lopen, en kon het bochtige en langzame traject van lijn 6 door Transvaalkwartier worden vermeden.
- Op diverse plaatsen in het stadstraject zijn de rails vernieuwd en op RandstadRail-niveau gebracht.

Het project bestaat mede uit de inzet van sneltrams met een lage vloer en lage perrons tussen Den Haag en Zoetermeer.

## Toekomst
Het is de bedoeling dat deze lijn rond 2035 op een of andere manier verlengd wordt, liefst naar Rotterdam. Dit is de ZoRo-lijn, die eigenlijk bij fase 1 van RandstadRail hoorde, maar door geldgebrek voorlopig een busbaan-lijn werd. Aangezien de HTM-trams niet door kunnen rijden op de Rotterdamse Metro, gaat de voorkeur uit naar een Metrolijn Rotterdam--station Lansingerland-Zoetermeer. Een betere optie is Rotterdam--Zoetermeer Centrum--west, terwijl verdere doortrekking naar Den Haag ook een goede mogelijkheid lijkt. Maar het doortrekken van RandstadRail 4 tot Rodenrijs wordt ook niet uitgesloten.